# جونيور فرنانديز
جونيور فرنانديز (بالألمانية: Júnior Fernándes)‏ (مواليد 10 أبريل 1988، لاعب كرة قدم تشيلي يجيد اللعب في الهجوم لعب سابقاً مع نادي اتحاد كلباء الإماراتي في دوري الخليج العربي الإماراتي .

## روابط خارجية
- جونيور فرنانديز على موقع اتحاد تركيا (لاعب) (الإنجليزية)
- جونيور فرنانديز على موقع قاعدة بيانات كرة القدم.إي يو (الإنجليزية)
- جونيور فرنانديز على موقع بيانات كرة القدم. دي إي (الألمانية)
- جونيور فرنانديز على موقع ناشيونال فوتبول تيمز (الإنجليزية)
- جونيور فرنانديز على موقع Soccerbase.com (لاعب) (الإنجليزية)
- جونيور فرنانديز على موقع Soccerway.com (الإنجليزية)
- جونيور فرنانديز على موقع عالم كرة القدم.نت (الإنجليزية)
- جونيور فرنانديز على موقع AS.com (الإسبانية)